# بلدية وادي عربة
بلدية وادي عربة إحدى بلديات محافظة العقبة، تضم منطقة وادي عربة.